# 13977 Frisch
13977 Frisch (1992 HJ7) là một tiểu hành tinh vành đai chính được phát hiện ngày 29 tháng 4 năm 1992 bởi F. Borngen ở Tautenburg.